# Глава Кургана
Глава города Кургана — высшее должностное лицо Кургана, возглавляет Администрацию города Кургана.

## Список
Хронология:
1783—1875 — городничий (Российская империя)
1875—1919 — городской голова (Российская империя)
1917—1918 и 1919—1923 — председатель исполнительного комитета Курганского городского Совета депутатов (Российская Советская Федеративная Социалистическая Республика)
1923—1940 — председатель исполнительного комитета Курганского районного Совета депутатов (Союз Советских Социалистических Республик)
1940—1991 — председатель исполнительного комитета Курганского городского Совета депутатов (Союз Советских Социалистических Республик)
1991—н.в — глава города (Российская Федерация)

### Городничие Кургана (1783—1873)
- Розинг, Иван Петрович (секунд-майор) (1783 — 3 (14) июля 1786 года)
- Толстых, Семён Фёдорович (коллежский асессор) (1787 — 31 мая (11 июня)  1798 года)
- Чикунов, Кирополит Платонович (коллежский асессор) (15 (26) января 1799 года—1804)
- Де Граве, Фёдор Константинович (секунд-майор) (1805 — 19 февраля (3 марта)  1809 года)
- Гебауер, Иван Аристович (1809—1813)
- Аверкиев, Алексей Егорович (1813 — 22 февраля (6 марта)  1814 года)
- Лапин, Иван Дмитриевич (1814—1818)
- Резанов, Иван Никифорович (1818—1821)
- Плотников, Пётр (коллежский асессор) (1821)
- Степанов, Иван Екимович (1822—1823)
- Бурдзенкевич, Фёдор Иванович (подполковник) (1825—1837)
- и. о. Неугодников, Степан Елисеевич (квартальный надзиратель) (1837 — 31 декабря 1838 года (12 января 1839 года))
- Соболевский, Антон Антонович (коллежский асессор) (1 (13) января 1839 года—1849)
- Тарасевич, Родион Мартынович (коллежский секретарь) (март 1850—1853)
- Бучковский, Адам Николаевич (коллежский асессор) (1853—1862)
- Иванов, Алексей Николаевич (отставной штабс-капитан) (май 1863 — 9 (21) октября 1864 года)
- Карпинский, Михаил Авенирович (коллежский асессор) (9 (21) октября 1864 года—1867)
- Макаревич, Болеслав Станиславович (1867—1873)

### Городские главы Кургана (1875—1919)
- Шишкин, Фёдор Васильевич (купец 1-й гильдии; 1 (13) марта 1875 года — 20 декабря 1875 года (1 января 1876 года))
- Филинов, Иван Борисович (купец 2-й гильдии; 20 декабря 1875 года (1 января 1876 года) — 4 (16) августа 1879 года)
- Шишкин, Фёдор Васильевич (купец 1-й гильдии; 4 (16) августа 1879 года — 21 ноября (3 декабря)  1880 года)
- Кропанин, Иван Григорьевич (купец 2-й гильдии; 21 ноября (3 декабря)  1880 года — 30 октября (11 ноября)  1883 года)
- Галямин, Фёдор Иванович (купец 2-й гильдии; 30 октября (11 ноября)  1883 года — 13 (25) октября 1888 года)
- Евграфов, Осип Никанорович (купец 2-й гильдии; 26 октября (7 ноября)  1888 года — 1893)
- Филинов, Иван Иванович (купеческий сын, инженер-механик; 1893 — 12 (24) сентября 1895 года)
- Серов, Михаил Ефремович (мещанин, ранее числившийся по купеческому сословию; 28 ноября (10 декабря)  1895 года — 1896)
- Шветов, Фёдор Васильевич (купеческий сын; 22 января (3 февраля)  1897 года — 1918)
- и. о. Шубский, Георгий Петрович (врач) (5 июня 1918 — август 1919, эвакуировался с отступающими белыми)

### Председатель Курганского Совета рабочих и солдатских депутатов
- Гордиенко, Пётр Яковлевич (18 ноября 1917—1918; в конце апреля 1918 года П. Я. Гордиенко предоставили двухмесячный отпуск для лечения)
- Князев, Михаил Петрович (1918)
- Каменских, Алексей Яковлевич (1918 — апрель 1918)
- Мунгалов, Василий Михайлович (апрель — середина мая 1918)
- Зайцев, Евгений Леонтьевич (середина мая — 2 июня 1918)[2]

### Чехословацкий комендант города
- поручик Вацлав Сухий (июнь 1918)
- поручик Богуслав Губ (1918 — 1 января 1919)

### Комендант русских войск в Кургане
- полковник (летом генерал-майор) Лазарев (1 января 1919 — 13 августа 1919), вр. и.д. Начальника Гарнизона города Кургана и Уполномоченного по охране Государственного порядка и Общественного спокойствия по городу Кургану и Уезду

### Председатель Революционного комитета
- Воронцов, Николай Николаевич  (24 августа 1919 — середина января 1920)

### Председатели исполнительного комитета Курганского уездного Совета
Город входил в состав Курганского уезда и подчинялся руководителям уезда.
- Ершов А. П. (1920—1921)
- Сидоров, Павел Сафонович (1921—1922)
- Фарафонов, Иван Алексеевич (1922—1923)

### Председатели исполнительного комитета Курганского городского Совета
- Фарафонов, Иван Алексеевич (1922—1923), одновременно председатель уисполкома.

### Председатель исполнительного комитета Курганского районного Совета (1923—1940)
Город входил в состав Курганского района (ныне Кетовский район) и подчинялся руководителям района.
- Левченков, Пётр Иванович (1930—1932)

### Председатели исполнительного комитета Курганского городского Совета (1940—1991)
- Гевенев, Михаил Михайлович (3 января 1940 — январь 1942)
- Соколов, Антон Николаевич (январь 1942 — март 1943)
- Чумаков, Василий Васильевич (март 1943 — июль 1943)
- Пашков, Иван Григорьевич (июль 1943 — апрель 1944)
- Шиншин, Михаил Исаевич (июль 1945 — июнь 1946)
- Кондратов, Пётр Антонович (август 1946 — декабрь 1950)
- Перелыгин, Михаил Андреевич (декабрь 1950 — февраль 1957)
- Леонов, Александр Прокопьевич (март 1957 — октябрь 1957)
- Левчук, Кирилл Викторович (октябрь 1957 — декабрь 1964)
- Махалов, Геннадий Сергеевич (декабрь 1964 — февраль 1976)
- Ларин, Василий Сергеевич (февраль 1976 — сентябрь 1978)
- Хорольский, Владимир Иванович (сентябрь 1978 — май 1983)
- Новиков, Александр Тимофеевич (июнь 1983 — октябрь 1986)
- Самойлов, Михаил Сергеевич (1986—1988)
- Ельчанинов, Анатолий Фёдорович (январь 1989 — декабрь 1991)

### Председатель Курганского городского Совета Народных Депутатов (1991—1993)
- Пшеничников, Виталий Георгиевич (1991—1992)
- Казанцев, Александр Иванович (1992—1993)

### Глава Администрации, мэр города Кургана (1991—1996)
- Ельчанинов, Анатолий Фёдорович (11 декабря 1991 — ноябрь 1996)

### Глава городского самоуправления, мэр города Кургана (1996—2004)
- Ельчанинов, Анатолий Фёдорович (ноябрь 1996 — декабрь 2004)

### Главы города Кургана (с 2004)
- Ельчанинов, Анатолий Фёдорович (декабрь 2004 — 27 октября 2009)
- Серков, Виктор Владимирович (27 октября 2009 — 19 ноября 2012)
- и. о. Тяжельников, Вячеслав Михайлович (20 ноября 2012 — 12 декабря 2012)
- Кожевников, Павел Михайлович (12 декабря 2012 — 24 сентября 2014)
- Руденко, Сергей Владимирович (24 сентября 2014 — 4 марта 2019)
- и. о. Прозоров, Игорь Викторович (4 марта 2019 — 5 апреля 2019)
- Потапов, Андрей Юрьевич (5 апреля 2019 — 12 мая 2021)
- Ситникова, Елена Вячеславовна (13 мая — 7 июля 2021; 8 июля 2021 — 10 января 2024)
- и. о. Аргышева, Анастасия Николаевна (10 января 2024 — 27 апреля 2024)
- и. о. Гурьянова, Юлия Ивановна (27 апреля — 2 мая 2024)
- Науменко, Антон Анатольевич (с 2 мая 2024)

## См.также
- Курганская областная дума